# Laura Battiferri
Laura Battiferri (ur. 1523, zm. 1589) – poetka włoska okresu renesansu.

## Życiorys
Urodziła się w 1523 roku w Urbino. Była nieślubnym dzieckiem Giovanniego Antonia Battiferriego i jego konkubiny Maddeleny Coccapani of Capri. Najpierw poślubiła Vittoria Sereniego, a gdy ten umarł, wyszła za mąż za florentyńskiego rzeźbiarza Bartolomea Ammannatiego. Obracała się w tych samych kręgach, co Tullia d’Aragona i zyskała przewodnika w świecie literackim w osobie Benedetta Varchiego, przyjaciela d’Aragony.

## Twórczość
W 1564 Laura Battiferri opublikował przekład psalmów pokutnych, dołączając do nich swoje sonety religijne. Poetka jest autorką prawie pięciuset pięćdziesięciu utworów. Swoje utwory drukowała bądź wysyłała w listach, między innymi do Agnola Bronzina, który namalował jej portret.